# Cabinet Stoltenberg II
Pour les articles homonymes, voir Cabinet Stoltenberg.
Land de Schleswig-Holstein
Stoltenberg I Stoltenberg III
Le cabinet Stoltenberg II (Kabinett Stoltenberg II, en allemand) est le gouvernement du Land de Schleswig-Holstein entre le 26 mai 1975 et le 28 mai 1979, durant la huitième législature du Landtag.

## Coalition et historique
Dirigé par le ministre-président chrétien-démocrate sortant Gerhard Stoltenberg, il est soutenu par la seule Union chrétienne-démocrate d'Allemagne (CDU), qui dispose de 37 députés sur 73 au Landtag, soit 50,7 % des sièges.
Il a été formé à la suite des élections législatives régionales du 13 avril 1975 et succède au cabinet Stoltenberg I, constitué par la seule CDU. Le parti ayant conservé sa majorité absolue aux élections législatives régionales du 29 avril 1979, Stoltenberg a pu former son troisième cabinet.

## Composition

### Initiale
| Fonction                                                   | Nom | Nom                                            | Parti |
| ---------------------------------------------------------- | --- | ---------------------------------------------- | ----- |
| Ministre-président                                         |     | Gerhard Stoltenberg                            | CDU   |
| Vice-ministre-président Ministre de la Justice             |     | Henning Schwarz                                | CDU   |
| Ministre de l'Intérieur                                    |     | Rudolf Titzck                                  | CDU   |
| Ministre des Finances                                      |     | Gerd Lausen (jusqu'au 31/12/1978) Uwe Barschel | CDU   |
| Ministre de l'Économie et des Transports                   |     | Jürgen Westphal                                | CDU   |
| Ministre de l'Éducation                                    |     | Walter Braun                                   | CDU   |
| Ministre de l'Alimentation, de l'Agriculture et des Forêts |     | Günter Flessner                                | CDU   |
| Ministre des Affaires sociales                             |     | Karl Eduard Claussen                           | CDU   |